# Mircea Vremir
Mircea Vremir (Lipoveni, 1932. március 19. – Kolozsvár, 1991. augusztus 10.) román festőművész, grafikus, Vremir Mátyás apja.

## Életpályája
A moldvai Neamț megye egyik hagyományos román falujában született. 1949 és 1955 között a jászvásári és a kolozsvári képzőművészeti főiskolán tanult. 1953-ban debütált. Egy olyan kolozsvári tekintélyes művésznemzedék tagja, amely ösztönösen posztmodern szemléletet képvisel.
1957 és 1961 között a kolozsvári képzőművészeti középiskolában tanított, majd pedig adjunktusként a Hároméves Pedagógiai Főiskolán 1961 és 1971 között, utána pedig 1990-ig a Ion Andreescu Képzőművészti Főiskolán.
Ebben az időben monumentális művészettel is foglalkozott, például 
kudzsiri kultúrház, 1958 (társszerzőként), kolozsvári diákotthon komplexum (1964), kolozsvári diákművelődési ház, 1960 (társszerzőként).
Számtalan közös és egyéni kiállításon vett részt. Művei megtalálhatók bukaresti, kolozsvári, brassói, gyergyószárhegyi, nagyszebeni, valamint angliai, ausztráliai, ausztriai, egyesült államokbeli, franciaországi, hollandiai, japán, magyarországi, németországi, norvégiai, spanyolországi és svédországi  múzeumokban.